# Chiesa di Santa Irene
La chiesa di Santa Irene o chiesa della Pace (in greco Αγία Ειρήνη?, in turco Aya İrini) è una chiesa bizantina situata nel cortile più esterno del Palazzo di Topkapı, ad Istanbul (Turchia).

## Storia
La costruzione si trova probabilmente sopra i resti di templi o santuari pagani. È infatti la prima chiesa costruita a Costantinopoli. L'imperatore romano Costantino commissionò la chiesa di Hagia Irene nel IV secolo e Giustiniano I in seguito la restaurò. È stata usata come chiesa del Patriarcato prima che fosse costruita la chiesa di Hagia Sofia. La chiesa, dedicata alla Pace di Dio, è una delle tre dedicate da Costantino ad attributi divini, insieme ad Hagia Sophia (Saggezza) e Hagia Dynamis (Forza).
La sua struttura attuale nelle sue parti principali (gallerie, cupole ed abside) risale all'VIII secolo ed è da collegare alla ricostruzione dopo i danni che l'edificio di epoca giustinianea ebbe a soffrire a seguito del terremoto del 740 ed è l'unica chiesa bizantina di Istanbul ad avere il suo atrio originale. Una grande croce nella calotta dell'abside, dove era solitamente posizionata l'immagine della Theotókos, sono le uniche vestigia rimaste nella città dell'arte iconoclasta.
I giannizzeri (soldati dell'Impero ottomano) usarono la chiesa come deposito di armi dopo l'assedio di Costantinopoli del 1453.
Oggi il museo è usato principalmente come sala per concerti di musica classica, grazie anche all'ottima acustica. Dal 1980 la maggior parte dei concerti del Festival musicale internazionale di Istanbul sono tenuti in questa chiesa.

## Galleria d'immagini

L'interno di Hagia Irene
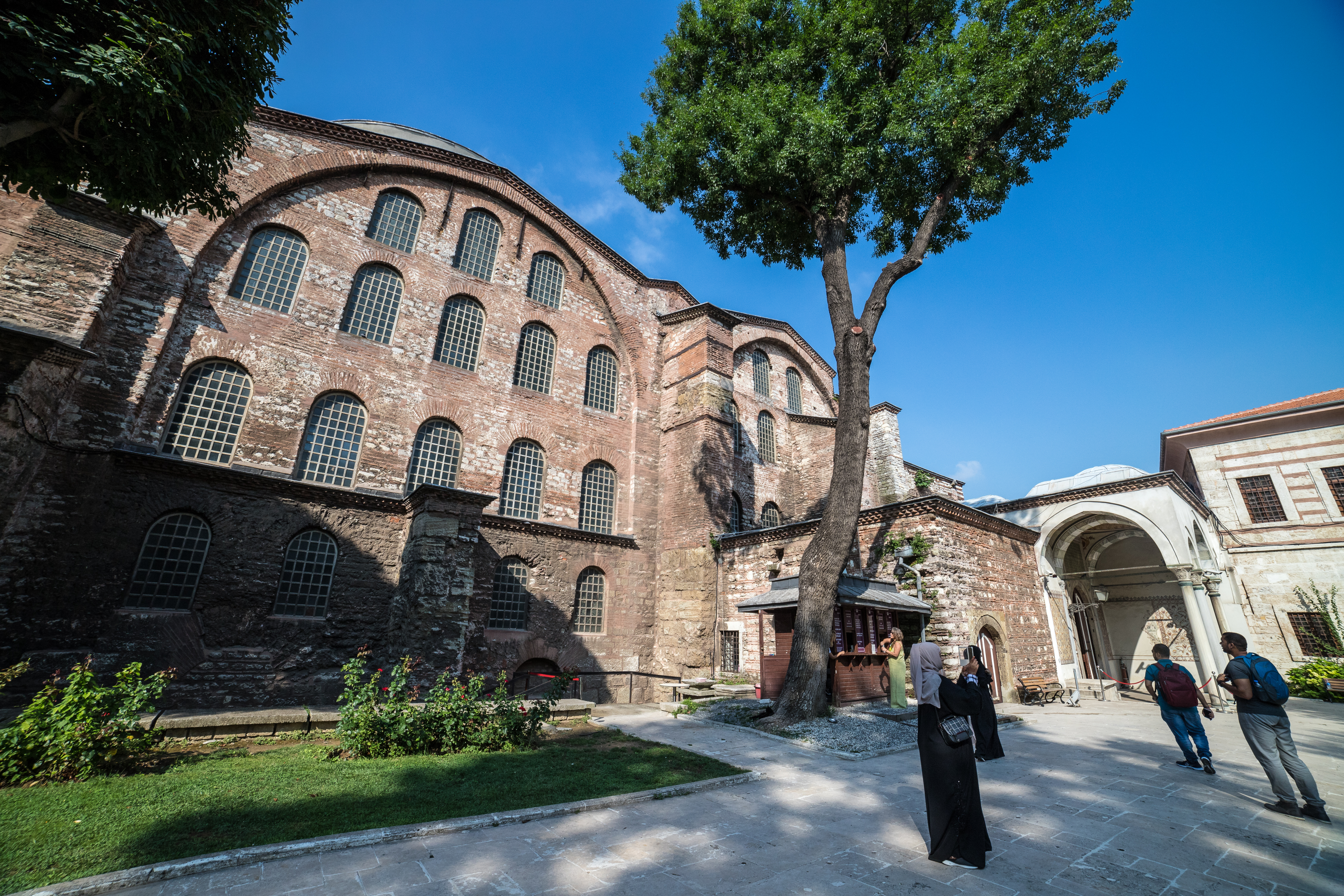
Ingresso della chiesa di Santa Irene
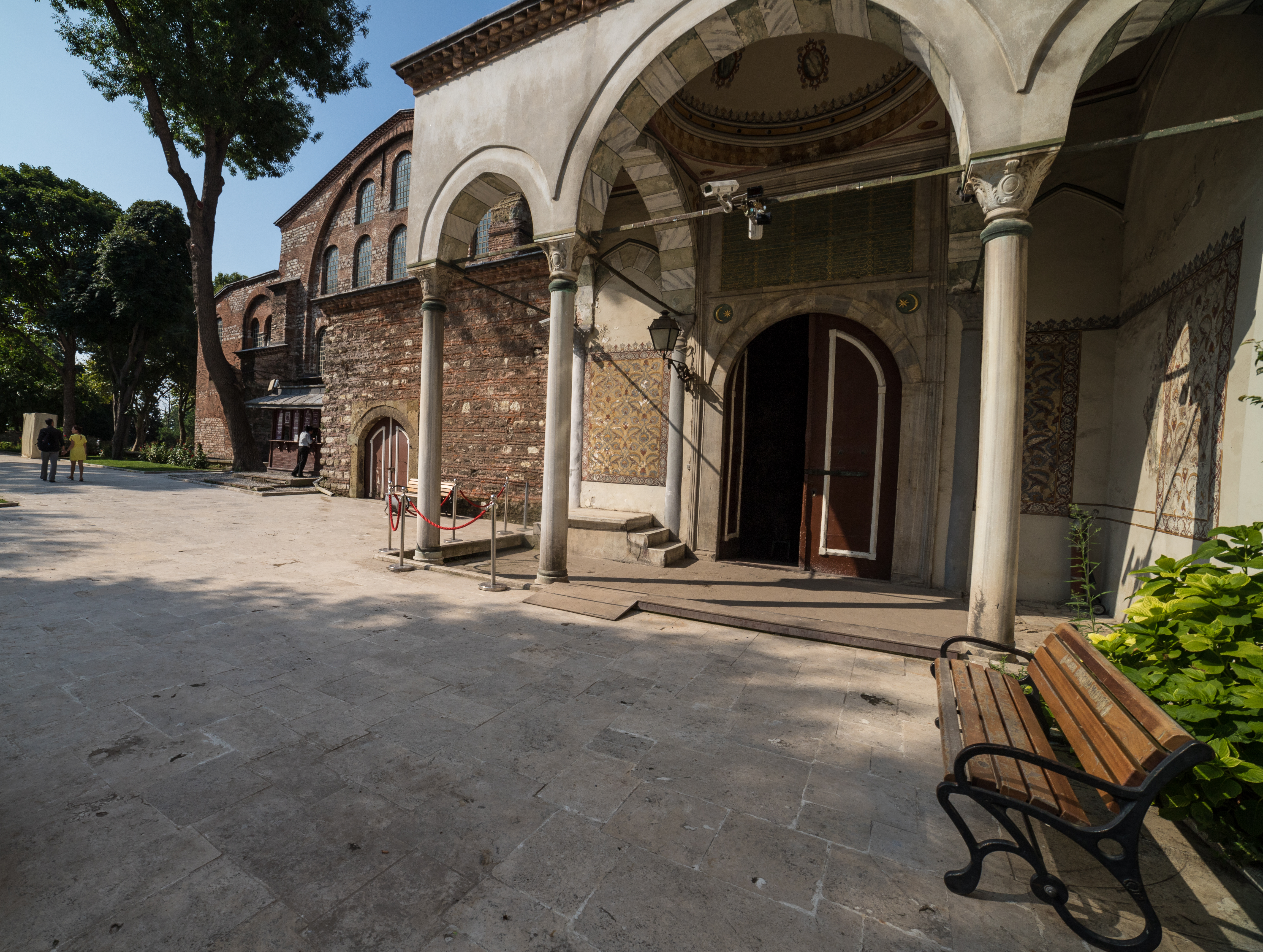
Porta principale della chiesa di Santa Irene